# Nagroda Żółtej Ciżemki
Nagroda Żółtej Ciżemki – ogólnopolska nagroda literacka za najlepszą książkę dla dzieci i młodzieży, przyznawana corocznie od 2017 roku.

## Historia
Nagrodę ustanowiono w setną rocznicę śmierci Antoniny Domańskiej, autorki powieści dla dzieci Historia żółtej ciżemki.
Organizatorem konkursu jest Biblioteka Kraków. Celem jest uhonorowanie polskich książek adresowanych do dzieci i młodzieży. Nagroda przyznawana jest autorom tekstu lub ilustracji w kategoriach: literatura i grafika. Dotyczy książki, której pierwsze wydanie przypada na rok poprzedzający przyznanie Nagrody. Kandydatów zgłaszają autorzy, czytelnicy, instytucje kultury, wydawcy, księgarze, bibliotekarze, członkowie Kapituły.
Nagrodę przyznaje Kapituła Nagrody, która składa się z siedmiu osób, w tym jej Przewodniczącego. Skład Kapituły powołuje Dyrektor Biblioteki Kraków, kadencja trwa 5 lat. Zwycięzcy otrzymują  okolicznościową statuetkę i nagrodę pieniężną. W pierwszej edycji było to 15 000 złotych, obecnie (2023) jest to 25 000 złotych, a fundatorem nagrody jest Prezydent Miasta Krakowa. W 2020 roku patronem nagrody był miesięcznik Kraków.
Autorem statuetki przyznawanej w latach 2017–2022 był prof. Krzysztof Nitsch, od 2022 roku przyznawana jest nowa statuetka autorstwa Marka Stawowczyka.
Do 2024 roku odbyło się osiem edycji konkursu.

## Laureaci
- I edycja 2017: Barbara Kosmowska (tekst) i Emilia Dziubak (ilustracje) „Niezłe ziółko”, Wydawnictwo Literatura, Łódź 2016[7][8].
- II edycja 2018: Eliza Piotrowska, autorka i ilustratorka „Wojtek. Żołnierz bez munduru”, Wydawnictwo św. Wojciecha, Poznań 2017[9][10].
- III edycja 2019: Katarzyna Maziarz (tekst) i Małgorzata Zając (ilustracje) „Trochębajki o Stanisławie Wyspiańskim”, Wydawnictwo Muzeum Narodowe w Krakowie, Kraków 2018[11][12].
- IV edycja 2020: Ewa K. Czaczkowska (tekst) i Katarzyna Fus (ilustratorka) „Bajki mariackie”, Wydawnictwo Znak, Kraków 2019[13].
- V edycja 2021: Katarzyna Kozłowska (tekst) i Agnieszka Żelewska (ilustracje) „O kruku, który chciał zostać papugą”, Wydawnictwo Bajka, Warszawa 2020[14].
- VI edycja 2022: w kategorii literatura: Roksana Jędrzejewska-Wróbel „Stan splątania”, Wydawnictwo Literackie, Kraków 2021[15] w kategorii grafika: Gosia Herba i Mikołaj Pasiński „Van Dog”, HarperCollins Polska, Warszawa 2021[15].
- VII edycja 2023: w kategorii literatura i ilustracje Maciej Szymanowicz „Marzenia. Fakty, mity, głupoty”, Nasza Księgarnia 2022[16].
- VIII edycja 2024: „Hip, hip, kura!” autorstwa Justyny Bednarek z ilustracjami Niki Jaworowskiej-Duchlińskiej, Świetlik, Białystok 2023[17].